# برونو لانغا
برونو لانغا (بالبرتغالية: Bruno Langa‏) هو لاعب كرة قدم موزمبيقي، ولد في 31 أكتوبر 1997 في مابوتو في موزمبيق. لعب مع فيتوريا سيتوبال.

## وصلات خارجية
- برونو لانغا على موقع قاعدة بيانات كرة القدم.إي يو (الإنجليزية)
- برونو لانغا على موقع ناشيونال فوتبول تيمز (الإنجليزية)
- برونو لانغا على موقع Soccerway.com (الإنجليزية)